# Сотто-иль-Монте-Джованни-XXIII
Со́тто-иль-Мо́нте-Джова́нни-XXIII (итал. Sotto il Monte Giovanni XXIII [ˈsotːo ilˈmonte ʤoˈvanːi ventitreˈɛːzimo], ломб. Sóta 'l Mut) — коммуна в Италии, располагается в регионе Ломбардия, в провинции Бергамо.
Население составляет 3 864 человека (2008 г.), плотность населения — 755 чел./км². Занимает площадь 5 км². Почтовый индекс — 24039. Телефонный код — 035.
Покровителем коммуны почитается святой Иоанн Креститель, празднование 24 июня.

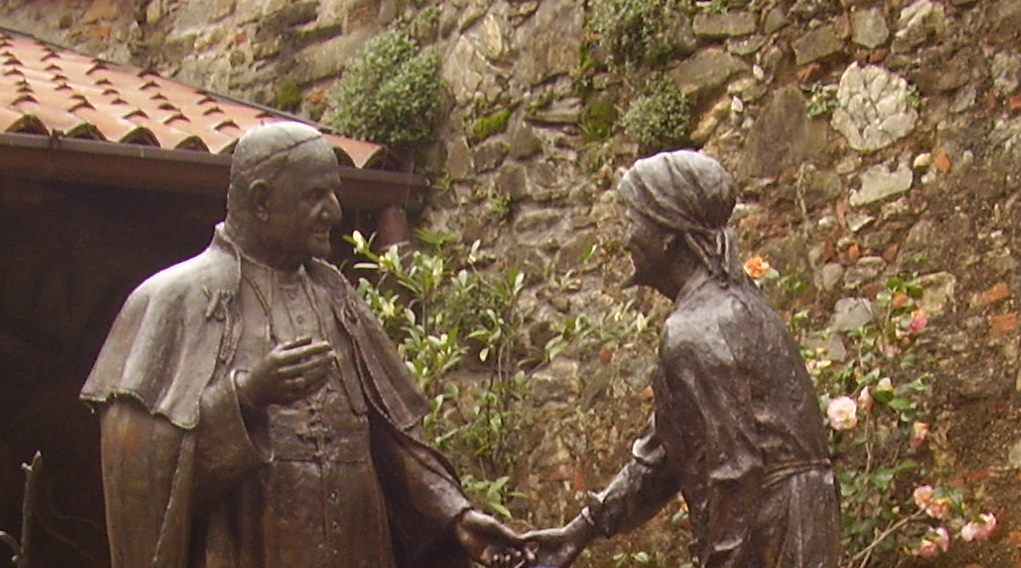
Памятник Иоанну XXIII во дворе дома, где он родился в Сотто иль Монте

В 1881 здесь родился папа Иоанн XXIII.

## Демография
Динамика населения:

## Города-побратимы
- Марктль, Германия (2009)

## Администрация коммуны
- Официальный сайт: http://www.comune.sottoilmontegiovannixxiii.bg.it/